# 47 35 Parallelo Italia
47 35 Parallelo Italia è stato un programma televisivo di approfondimento politico condotto da Gianni Riotta. Andato in onda nel 2015 su Rai 3, ebbe sette puntate e fu chiuso per bassi ascolti dal direttore di rete Andrea Vianello